# Fumana heywoodii
Fumana heywoodii là một loài thực vật có hoa trong họ Nham mân khôi. Loài này được Rivas Mart. & al. mô tả khoa học đầu tiên năm 1991.